# Édouard Creuzé de Lesser
Pour les autres membres de la famille, voir Famille Creuzé.
Le baron Édouard Creuzé de Lesser, né le 12 février 1883 à Paris et mort le 7 mars 1967 à Ménil en Mayenne, est un militaire et tireur sportif français.

## Biographie
Il est le fils du baron Alexis Creuzé de Lesser et de Marie Cunin-Gridaine.
Il termine 6e aux Jeux olympiques d'été de 1912.
En 1923, il acquiert le château de Magnanne à Ménil, commune dont il sera maire de 1926 à 1945.
Certains avancent qu'il entretenait un bordel dans sa ville natale de Châtellerault ce qui n'est pas établi. Selon plusieurs de ses descendants, Edouard serait né dans le 2e arrondissement de Paris. Alexis vivait entre la rue Volney et une maison de Ville d’Avray.